# Racomitrium vulcanicum
Racomitrium vulcanicum là một loài Rêu trong họ Grimmiaceae. Loài này được Lorentz mô tả khoa học đầu tiên năm 1864.